# Faksimile

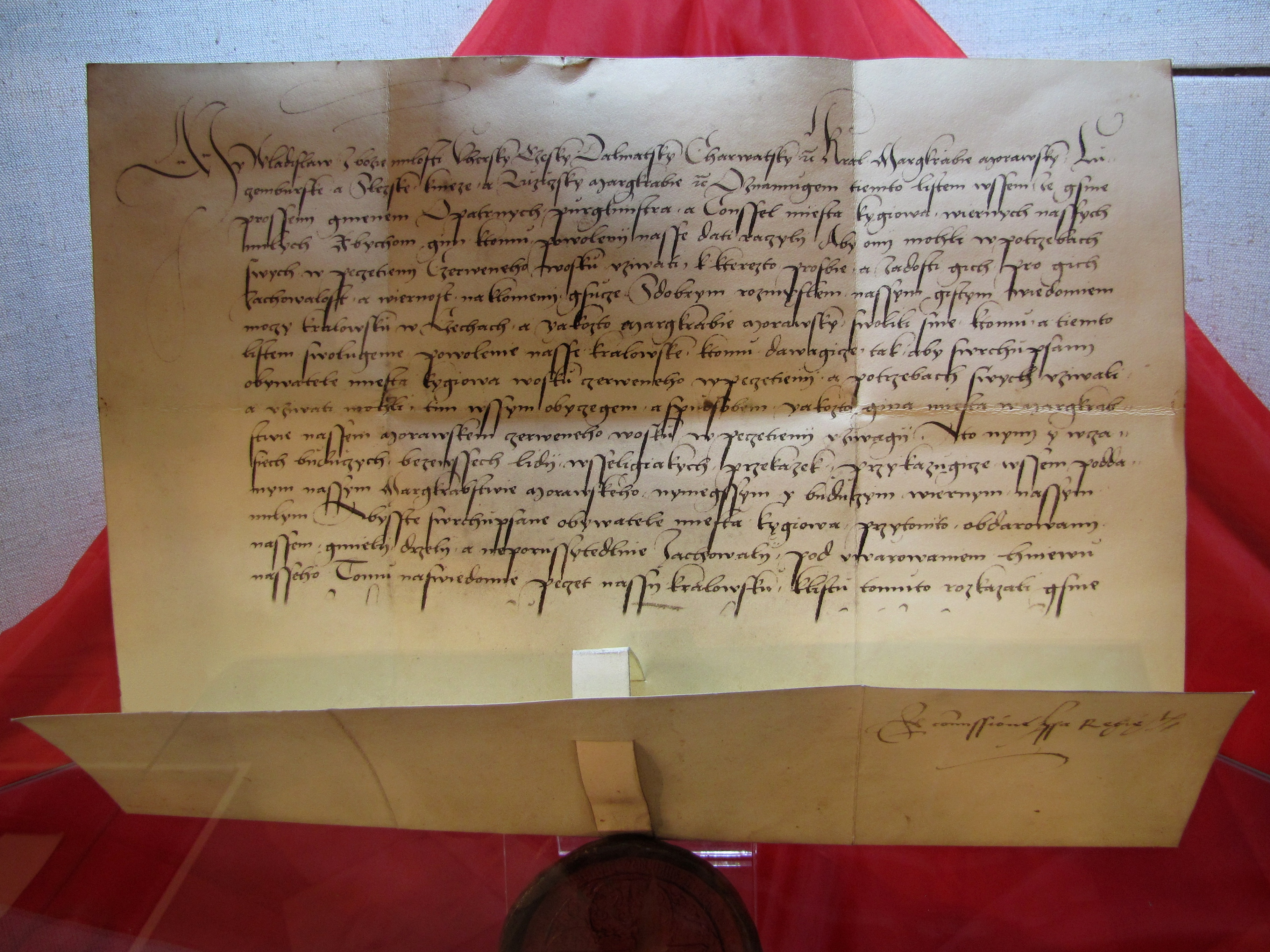
Faksimile listiny z roku 1515, kterou Vladislav Jagellonský udělil městu Kyjovu právo pečetit červeným voskem

Faksimile (z latinského fac simile = čiň podobně) je velice přesné napodobení originálu, většinou starých tisků nebo rukopisů. Kopie bývá často od původního dokumentu těžko rozlišitelná. Ze slova faksimile pochází také název technického zařízení pro přenos obrazových dokumentů přes telefonní linky – fax.
V oblasti nakladatelství se používá termín „facsimile edition“ pro nové vydání, většinou klasických knih, ve stejném provedení, jako měl původní výtisk, a to včetně typu písma a rozvržení stran.
V současné době se faksimile používají převážně k výstavním účelům. Návštěvník expozice si pak může prohlédnout ručně psaný a případně i iluminovaný kodex nebo listinu, zatímco originál je bezpečně uložen v trezoru. Na rozdíl od fotografické reprodukce se faksimile může v nepatrných detailech od originálu lišit, ovšem jeho autenticita je nesrovnatelně vyšší. Tvůrci faksimilií používají pergamen nebo ruční papír, historické barvy a inkousty, a to takovým způsobem, aby se co nejvíce přiblížili originálu.
Tištěná faksimile slouží také k výukovým nebo sběratelským účelům.

## Faksimile v kartografii
Obor dějiny kartografie chápe pojem faksimile jako novodobé výtisky starých map (vytvořených v minulosti) pomocí moderních technologií. Využívají se k účelům studijním i komerčním. Rozlišují se:
- faksimile věrné – přesně zobrazují danou mapu, a to včetně jejího poškození, vybledlých barev apod.;
- faksimile studijní – zobrazují danou mapu černobíle;
- faksimile komerční – nejde o úplně přesnou reprodukci, mapy bývají z estetických důvodů upravené, např. dobarvované.